# O problema da Sra. Miniver

Três casos do problema da Sra. Miniver. Em cada caso, a área amarela é igual à área total das regiões azuis. O caso da esquerda mostra dois círculos de áreas iguais, o caso da direita mostra um círculo com o dobro da área do outro e o caso do meio é intermediário entre esses dois.

O problema da Sra. Miniver é um problema de geometria tratando de áreas de círculos. Ele pergunta como colocar dois círculos {\displaystyle A} e {\displaystyle B} de raios dados de tal forma que a lente formada pela interseção de seus interiores tenha área igual à diferença simétrica de {\displaystyle A} e {\displaystyle B} (a área contida em somente um dos círculos). Foi nomeado por uma analogia entre a geometria e a dinâmica social enunciada pela personagem fictícia Sra. Miniver, que "via cada relacionamento como um par de círculos que se cruzam". Sua solução envolve uma equação transcendental.

## Origem
O problema surgiu no "A Country House Visit", um dos artigos de Jan Struther publicados no The Times entre 1937 e 1939, apresentando sua personagem, Sra. Miniver. De acordo com a história:
Ela via cada relacionamento como um par de círculos que se sobrepunham. À primeira vista, parece que quanto maior a sobreposição, melhor é o relacionamento; mas não é assim. Além de um certo ponto, a lei dos rendimentos decrescentes se estabelece, e não há recursos privados suficientes deixados em nenhum dos lados para enriquecer a vida que é compartilhada. Provavelmente a perfeição é alcançada quando a área dos dois crescentes externos, somados, é exatamente igual à da peça em forma de folha no meio. No papel deve haver alguma fórmula matemática clara para se chegar a isso; na vida, nenhum.
Louis A. Graham e Clifton Fadiman formalizaram a matemática do problema e a popularizaram entre os matemáticos recreativos.

## Solução
O problema pode ser resolvido cortando a lúnula ao longo do segmento de linha entre os dois pontos de interseção dos círculos, em dois segmentos circulares, e usando a fórmula da área de um segmento circular para relacionar a distância entre os pontos de interseção com a área total que o problema exige que a lúnula tenha. Isso fornece uma equação transcendental para a distância entre os pontos de cruzamento, mas pode ser resolvida numericamente.  Existem duas condições de contorno cujas distâncias entre os centros podem ser prontamente resolvidas: o mais distante que os centros podem estar é quando os círculos têm raios iguais, e o mais próximo que eles podem estar é quando um círculo está contido completamente dentro do outro, o que acontece quando a razão entre os raios é {\displaystyle {\sqrt {2}}} . Se a proporção de raios cair além desses casos limites, os círculos não poderão satisfazer a restrição de área do problema.
No caso de dois círculos de tamanho igual, essas equações podem ser um pouco simplificadas. O losango formado pelos dois centros do círculo e os dois pontos de interseção, com comprimentos de lado iguais ao raio, tem um ângulo {\displaystyle \theta \approx 2.605} radianos nos centros dos círculos, encontrados resolvendo a equação:{\displaystyle \theta -\sin \theta ={\frac {2\pi }{3}},}do que se segue que a razão entre a distância entre seus centros e seus raios é {\displaystyle 2\cos {\tfrac {\theta }{2}}\approx 0.529864}.